# Текстиль-Контакт
ТЕКСТИЛЬ-КОНТАКТ  — торгово-виробнича група компаній, що працює на ринку легкої промисловості України. Дистриб'юторська мережа становить більше 16 000 кв.м. оптово-роздрібних торговельних площ по всій території України. Асортимент — більше 30 000 видів тканин та 20 000 найменувань товарів в категорії фурнітура, пошиття одягу, декор та домашній текстиль.

## Історія компанії
Компанія «Текстиль-Контакт» заснована у квітні 1995 року. Нині — це одне з основних підприємств групи «Текстиль-Контакт».
З 1995 по 2000 рік основним предметом  діяльності був імпорт і крупно-оптова реалізація тканин на ринку України, поставлених з Узбекистану і  країни СНД.
У 2001 компанія розширює асортимент товарів і  географію імпорту.
Постійними клієнтами компанії стають фабрики і великі швейні підприємства — «Воронін», VD One, Arber Groupe і інші.
З 2001 року компанія нарощує імпорт, дистриб'юцію і запускає власне виробництво. Стає найбільшим оператором на ринку тканин і товарів легкої промисловості в Україні. Відкриває нові профільні бізнес-напрямки: «ТК-Фурнітура» — продаж широкого асортименту швейної металофурнітури, ниток, ґудзиків і т.д .
У 2003 році, на базі Чернігівської швейної фабрики, запускає своє виробництво компанія «ТК — Стиль». Сьогодні це сучасне, спеціалізоване підприємство з пошиття чоловічого та жіночого верхнього одягу на замовлення відомих українських і міжнародних компаній і брендів.
У 2010 році компанія впроваджує новий для України формат оптово-роздрібної торгівлі тканинами, — з'являється мережа гіпермаркетів «Каштан».
У грудні 2017 року «ТК-Фурнітура» відкриває першу в Україні фабрику з виробництва ниток — «Барва».

## Засновник
Український бізнесмен, громадський діяч і блогер — Олександр Соколовський.

## Виробництво та напрями дiяльностi
«Текстиль-Контакт» – холдинг, який комплексно закриває весь спектр послуг у сфері текстильної промисловості України від сировини та ниток до готових рішень для клієнтів B2B, B2G, B2C.
До складу TK-Group входять: Текстиль-Контакт, ТК-Домашній Текстиль, ТК-Фурнітура, ТК-Спецодяг.
Група компаній «Текстиль-Контакт» в цифрах: 
- 13 швейних і текстильних  фабрик входять до складу виробничих потужностей TK-Group
- 11 000 кв. м. площі складських приміщень, з понад 30 000 артикулів тканин у наявності
- 7 філій та 3 дилери у 10 містах України
- Найбільший у Східній Європі інтернет-магазин тканин TK.UA
- Найбільша у Східній Європі за площею та асортиментом роздрібна мережа магазинів тканин  - ТК-Маркет : 6200 кв.м і 30 000 найменувань тканин
- 15 магазинів тканин, фурнітури та готового текстилю  у Києві, серед яких ТК-Маркет, ТК-Фурнітура та Домашній текстиль
- Представництво Textile-Contact Ukraine в Литві
- 1549 працівників у складі холдингу

## Громадськi проекти
Група компаній «Текстиль-Контакт» — постійний партнер проекту Ukrainian Fashion Week в організації українського тижня моди.
Спонсор проектів, спрямованих на підтримку і співпрацю з молодими дизайнерамив Україні.

## Нагороди
За розвиток співпраці із іноземними виробниками і постачальниками тканин, «Текстиль-Контакт» отримав нагороду Міжнародного рейтингу «Золота Фортуна».